# Alexander Segert
Alexander Segert (* 13. Januar 1963 in Hamburg) ist ein deutsch-schweizerischer PR-Berater und Lokalpolitiker der Schweizerischen Volkspartei (SVP).

## Werdegang, Wirken und Positionen
Segert studierte Germanistik und Geschichte an den Universitäten Konstanz und Zürich und erlangte 1991 bei Michael Böhler in Zürich mit einer Arbeit zu Heinrich Heine das Lizentiat. Er arbeitete zunächst als Lehrer und danach als Journalist. Mitte der 1980er Jahre ging Segert in die Schweiz, „weil ihn die Entwicklung der EU immer mehr an die Zustände in der Sowjetunion erinnerten.“ In der Schweiz war er Mitglied im umstrittenen Verein zur Förderung der Psychologischen Menschenkenntnis (VPM). Als Journalist arbeitete Segert für die nationalkonservative Zeitung Schweizerzeit. Einer seiner Vorgesetzten war damals der SVP-Politiker Ulrich Schlüer, der später die Volksinitiative «Gegen den Bau von Minaretten» mitbegründete.
Segert ist Geschäftsführer der seit den 1980er Jahren auch für die SVP arbeitenden Goal AG.
In Andelfingen ZH ist Segert Vorstandsmitglied der örtlichen SVP, zeitweise war er Vizepräsident.
Überregional bekannt wurde Segert mit populistischen Plakaten, die dem rechtskonservativen Spektrum zugerechnet werden. Beispielsweise stammt von Segert bzw. seiner Werbeagentur Goal, das umstrittene, holzschnittartige Plakat des Egerkinger-Komitees zur Minarett-Initiative.
Die Plakate zur Unternehmenssteuerreform III (USR III) in der Schweiz wurden von Segert entworfen. Das Motto lautete «Arbeitsplätze sichern, Schweiz stärken». Zuvor gestaltete die Goal AG auch die Plakate zu den Volksinitiativen «Für die Ausschaffung krimineller Ausländer (Ausschaffungsinitiative)» (2010), «1:12 – Für gerechte Löhne» (2013), «Ja zur Aufhebung der Wehrpflicht» (2013) und «Gegen Masseneinwanderung» (2014). Typisch für Segerts Stil ist dabei die schwarz-weiß-rote Farbgebung der Plakate.
Motive aus dem Plakat-Portfolio der Goal AG wurden im September 2016 vom Verein zur Erhaltung der Rechtsstaatlichkeit und bürgerlichen Freiheiten übernommen, der damit für die Alternative für Deutschland (AfD) warb. Segert wollte sich nicht dazu äußern, ob er in diese Werbekampagne involviert sei. Seine Teilnahme an einem Bootsausflug des Vereins im Herbst 2016 hätte „nicht im Zusammenhang mit seiner Arbeit als PR-Berater gestanden.“ In allen sieben Landtagswahlkämpfen der Jahre 2016 und 2017 in Deutschland hat der Verein zur Erhaltung der Rechtsstaatlichkeit und bürgerlichen Freiheiten Flugschriften namens Extrablatt in den jeweiligen Bundesländern verteilt, in denen mehrere von der Goal AG gekaufte Fotos verwendet wurden und die Wahlwerbung für die AfD betrieben. Bei diesem Verein wie auch bei der ab Mitte Juli erschienenen Wochenzeitung Deutschland-Kurier ist nicht klar, ob wirklich der offizielle Chefredakteur bzw. Vereinsvorsitzende David Bendels das Sagen hat oder womöglich Segert.
Im Oktober 2011 stand Segert zusammen mit dem steirischen FPÖ-Vorsitzenden Gerhard Kurzmann vor dem Grazer Landgericht. Die Staatsanwaltschaft warf ihm Volksverhetzung vor. Segerts Werbeagentur hatte eine österreichische Version des «Minarett-Attack-Spiels» aus der Kampagne für das Minarett-Verbot herausgebracht. In dieser Version konnte man auch Muezzine mit einem Mausklick «abschießen». Das Spiel hieß «Moschee baba». Es wurde von der rechtspopulistischen Freiheitlichen Partei Österreichs im steirischen Wahlkampf eingesetzt. Segert und Kurzmann wurden in diesem Prozess freigesprochen.
Segerts Bilder dienen mittlerweile rechtspopulistischen Bewegungen in aller Welt als Vorlage. Er selbst sagt über seine Arbeiten: „Ich gebe der Angst eine Stimme“.

## Privates
Segert ist mit der Schweizer Bundesrichterin Alexia Heine (SVP) verheiratet und lebt in Andelfingen. Er ist deutsch-schweizerischer Doppelbürger.